# Lillsjön (Vilhelmina socken, Lappland, 718192-151434)
Lillsjön är en sjö i Vilhelmina kommun i Lappland och ingår i Ångermanälvens huvudavrinningsområde. Sjön har en area på 0,27 kvadratkilometer och ligger 360,9 meter över havet.

## Delavrinningsområde
Lillsjön ingår i det delavrinningsområde (718049-151441) som SMHI kallar för Ovan Gransjöbäcken. Medelhöjden är 423 meter över havet och ytan är 41,02 kvadratkilometer. Räknas de 4 avrinningsområdena uppströms in blir den ackumulerade arean 119,4 kvadratkilometer. Lavabäcken (Skogbäcken) som avvattnar avrinningsområdet har biflödesordning 2, vilket innebär att vattnet flödar genom totalt 2 vattendrag innan det når havet efter 296 kilometer. Avrinningsområdet består mestadels av skog (72 procent) och sankmarker (17 procent). Avrinningsområdet har 0,27 kvadratkilometer vattenytor vilket ger det en sjöprocent på 0,7 procent.